# Kabinenbahn Oberdorf–Weissenstein
Die Kabinenbahn Oberdorf–Weissenstein ist eine Kabinenbahn, die von Oberdorf auf den Weissenstein im Schweizer Kanton Solothurn führt. Sie wurde nach dem 2013 erfolgten Abbruch der vier Jahre zuvor stillgelegten Sesselbahn Oberdorf–Weissenstein an gleicher Stelle errichtet und am 20. Dezember 2014 in Betrieb genommen.
Hersteller der Bahn, die insgesamt 49 Sechserkabinen besitzt, war das Unternehmen Garaventa. Die Talstation liegt auf 664 m ü. M. am nördlichen Dorfrand von Oberdorf, neben dem Bahnhof an der Bahnstrecke Solothurn–Moutier. Die untere der beiden Sektionen führt zur Zwischenstation Nesselboden auf 1065 m ü. M.; sie ist 1620 m lang und überwindet eine Höhendifferenz von 401 m. Unmittelbar daran (kein Umsteigen notwendig) schliesst sich die zweite Sektion an, die vom Nesselboden zu der auf 1282 m ü. M. gelegenen Bergstation neben dem Kurhaus Weissenstein führt; bei einer Länge von 757 m überwindet sie 217 m.

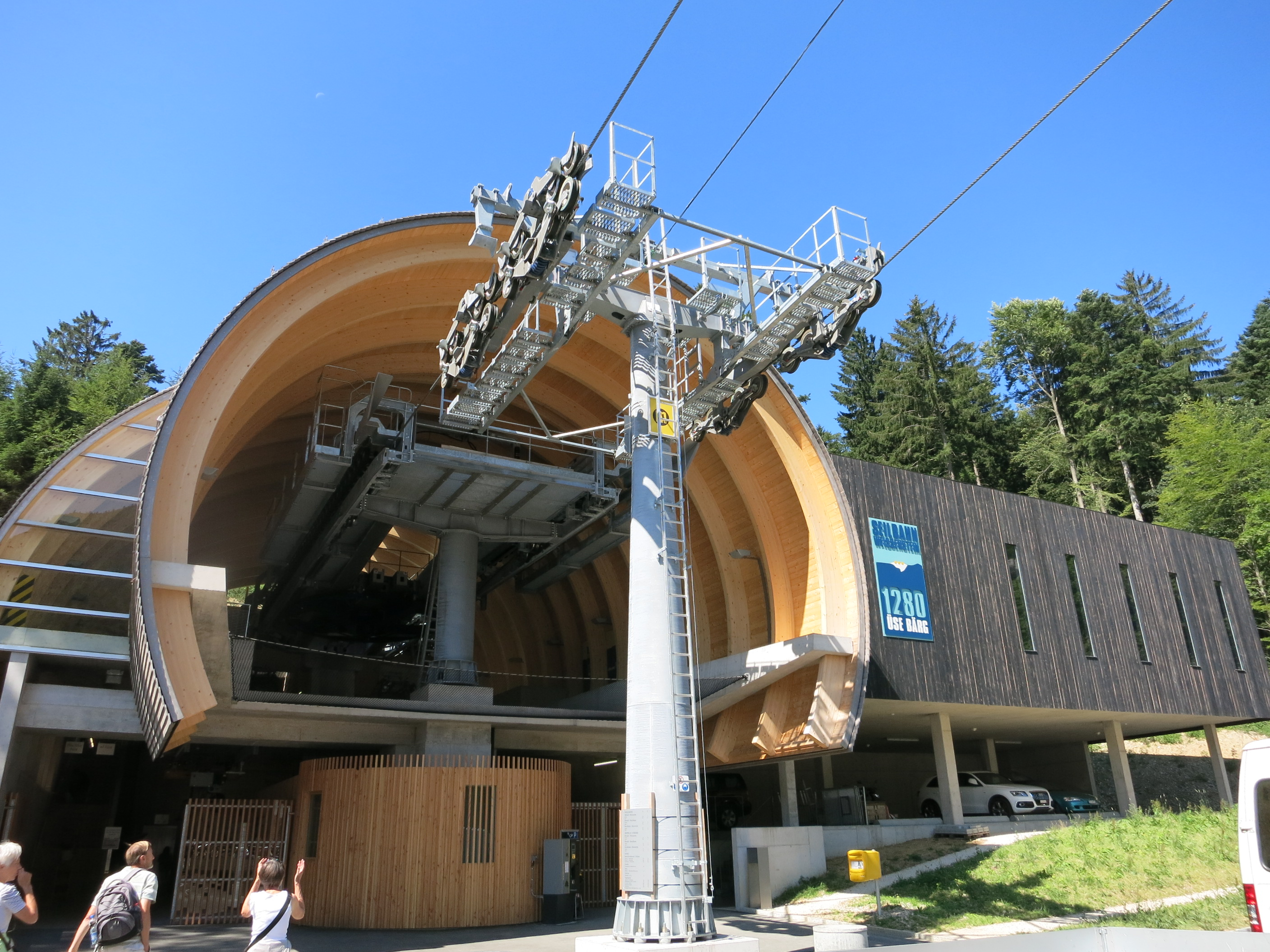
Talstation, 2014
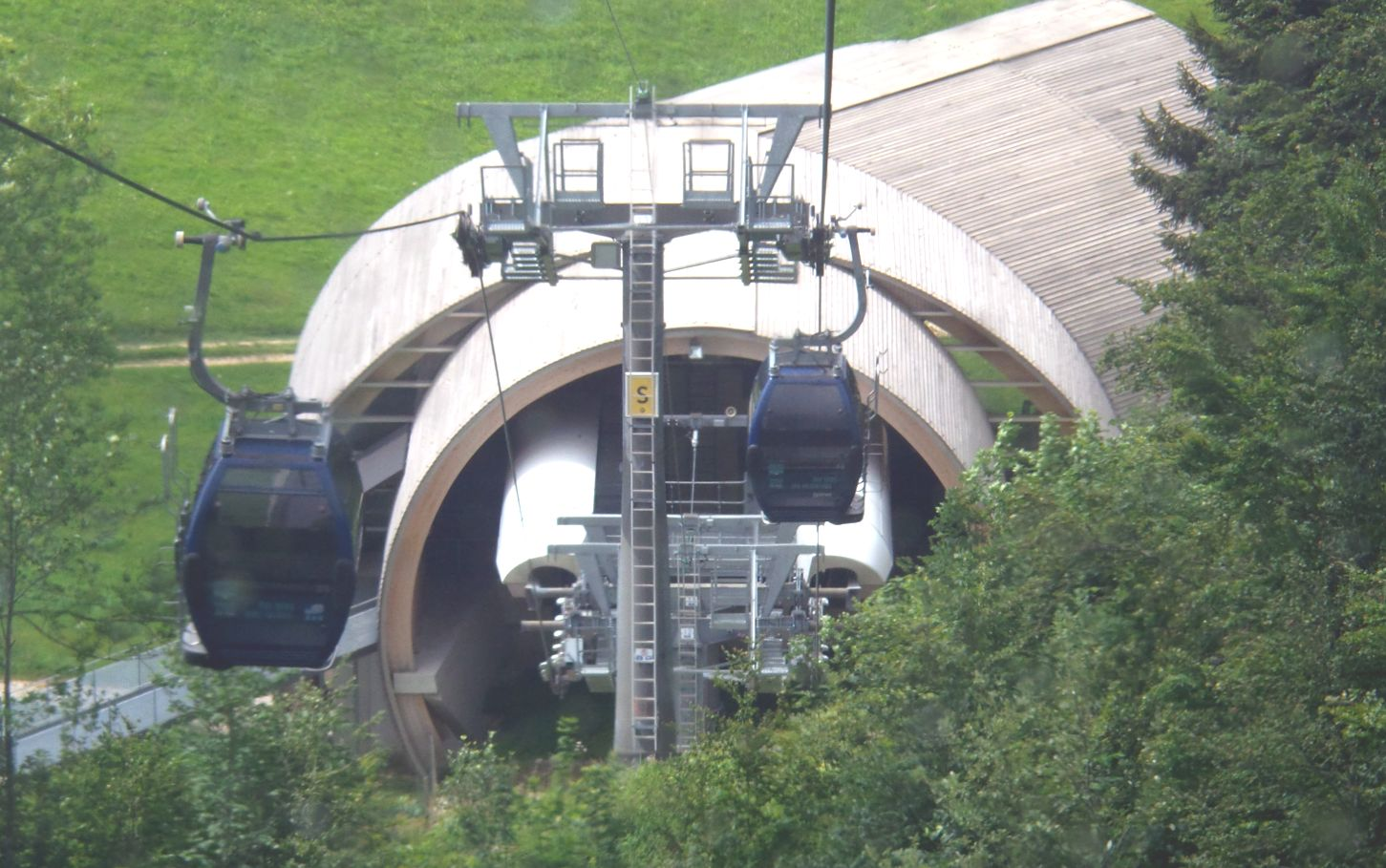
Zwischenstation Nesselboden, 2020
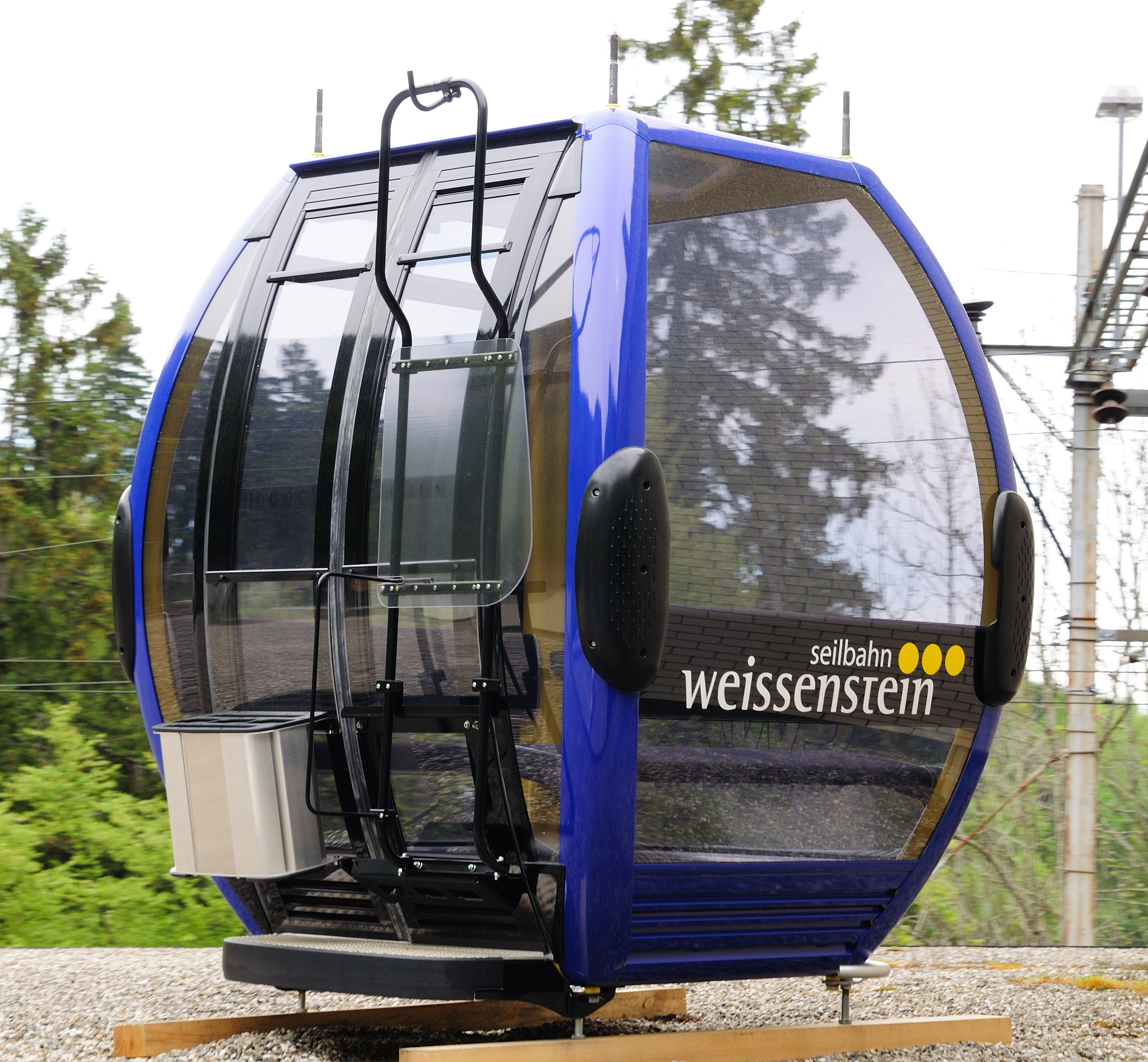
Gondel für sechs Personen